# Rust (язык программирования)
Rust (Раст, [rʌst]; rust с англ. — «ржавчина») — мультипарадигменный компилируемый язык программирования общего назначения, сочетающий парадигмы функционального и процедурного программирования с объектной системой, основанной на типажах. Управление памятью осуществляется через механизм «владения» с использованием аффинных типов, что позволяет обходиться без системы сборки мусора во время исполнения программы. Rust гарантирует безопасную работу с памятью благодаря встроенной в компилятор системе статической проверки ссылок (borrow checker). Имеются средства, позволяющие использовать приёмы объектно-ориентированного программирования.
Ключевые приоритеты языка: безопасность, скорость и параллелизм. Rust пригоден для системного программирования, в частности, он рассматривается как перспективный язык для разработки ядер операционных систем. Rust сопоставим по скорости и возможностям с Си/C++, однако даёт большую безопасность при работе с памятью, что обеспечивается встроенными в язык механизмами контроля ссылок. Производительности программ на Rust способствует использование «абстракций с нулевой стоимостью».
После нескольких лет активной разработки первая стабильная версия (1.0) вышла 15 мая 2015 года, после чего новые версии выходят раз в 6 недель. Для версий языка, вышедших после 1.0, заявлена обратная совместимость.
Разрабатывается с 2010-х годов сообществом Mozilla Research и финансировался фондом Mozilla Foundation. С 2020 года планировалась передача интеллектуальной собственности и процессов развития и финансирования языка в организацию Rust Foundation. 8 февраля 2021 года пять компаний-учредителей (AWS, Huawei, Google, Microsoft и Mozilla) официально объявили о создании Rust Foundation.
Девять лет подряд с 2016 по 2024 год Rust занимает первое место в списке самых любимых языков программирования («Most loved programming languages» / «Most admired programming languages») по версии ежегодного опроса разработчиков Stack Overflow Developer Survey.

## История
Работа над языком была начата сотрудником Mozilla Грэйдоном Хором в 2006 году. Автор дал проекту название Rust, по его словам, связанное с грибами семейства ржавчинные (англ. rust fungi).
В 2009 году компания Mozilla начала отдельно спонсировать разработку Rust. Спустя год язык был официально представлен на Mozilla Summit 2010. Изначальный компилятор, реализованный на OCaml, был заменён на новый, написанный на Rust и использовавший LLVM для генерации машинного кода; в следующем году новый компилятор впервые успешно скомпилировал сам себя.
Первая официальная альфа-версия Rust (0.1) была выпущена в январе 2012 года.
В апреле 2013 года был запущен Servo — экспериментальный проект компании Mozilla по разработке браузерного движка на Rust.
Первая стабильная версия Rust (1.0) вышла в мае 2015 года. Программные интерфейсы и возможности языка подверглись значительной ревизии, после которой по умолчанию оставлены только полностью готовые к применению возможности, реализация которых не будет изменяться в дальнейшем. Все остальные функции переведены в разряд экспериментальных и вынесены из поставки по умолчанию.
В декабре 2022 года Rust стал первым языком, кроме C и ассемблера, который поддерживается при разработке ядра Linux.

## Система типов
Используется сильная статическая типизация. Поддерживается обобщённое программирование с поддержкой параметрического полиморфизма, обеспечивается автоматический вывод типов для локальных переменных (но не для параметров функций).
Реализована поддержка единичных типов данных — типов, которые имеют ровно один экземпляр и не занимают места в памяти, примеры:
- пустой кортеж ();
- пустой массив (например, [u8; 0]);
- структура без полей (напр. struct Foo);
- структура с единичными типами (struct Foo([u8; 0], ())).

Реализованы пустые типы данных — типы, экземпляры которых не могут быть созданы; реализованы в виде перечисляемых типов, не имеющих вариантов: enum Void {}.
Все типы данных в языке делятся на две основные группы: простые и типы стандартной библиотеки.
Простые типы (типы постоянной длины, встроенные в сам язык) — числовой, булев, символьный, массив, срез, строковый срез, кортеж, ссылка, указатель на функцию. Часть простых типов является «машинной», то есть реализуются непосредственно в современных процессорах, таковы числовой, булев и символьный. Типы, предоставляемые стандартной библиотекой std (переменной длины): вектор, строка, хеш-таблица и им подобные.
Числовые типы:
- целое (integer): i8, u8, i16, u16, i32, u32, i64, u64, i128, u128, а также isize и usize, имеющие размер указателя на данной платформе. u8 применяется для «байтовых» значений. Примеры значений: -5i8, 0x400_u16, 0o100i16, 20_922_789_888u64, b'*' (байтовый литерал), b'\x1b', 42 (тип этого значения будет выведен автоматически), 0xfff_fc00usize
- Число с плавающей запятой (float). f32, f64. Примеры: 3.14f32, 6.0221e23f64, 2.,

Булев (bool): true, false.
Символьный (char): тип, представляющий символ Unicode (внутреннее представление данных как u32). Примеры значений: '₽', '\n', '\x7f', '\u{CA0}',
Указатель на функцию (function pointer): объекты-функции имеют тип, определяемый их сигнатурой, то есть параметрами и возвращаемым значением. Пример: let f: fn(i32) -> i32 = plus_one;
Ссылка (разделяемое заимствование — shared borrow) &T (разделяемая, не изменяемая, не владеющая ресурсом), вместо того, чтобы забирать владение ресурсом, она его заимствует. Имена, которые заимствуют что-то, не освобождают ресурс, когда они выходят из области видимости. Кроме того, имена-владельцы переходят в заимствованное состояние.
Ссылка изменяемая (изменяемое заимствование — mutable borrow) &mut T (не владеющая ресурсом). Позволяет изменять ресурс, который заимствуется.
Структуры (struct):
- структура си-подобная: struct Color {red: u8, green: u8, blue: u8}
- структура-кортеж: struct Color (u8, u8, u8);
- структура — «единичное» значение: struct Electron;

Коллекции:
- Массив (array) [T; N] — последовательность фиксированного размера N из однотипных (типа T) элементов. Примеры: [1, 2, 3], [true; 10000].
- Вектор (vec, vector) Vec<T>  — динамический/расширяемый массив. Примеры: vec![0; 10];, Vec::with_capacity(10)
- Срез (slice, view) &[T]  — это ссылка (или «проекция») на другую структуру данных. Они полезны, когда нужно обеспечить безопасный, эффективный доступ к части массива без копирования. Пример: &a[1..4],
- Кортеж (tuple) (T1, T2, T3, …). Подобно структуре, содержит произвольное количество разнотипных полей, но поля безымянны, обращение к полям возможно по индексу (t.0, t.1). Кортежи — безымянные типы: кортежи с одинаковым количеством и типами полей являются совместимыми по типу. С помощью ключевого слова type можно задать псевдоним, который, однако, не задаёт нового типа. Пример: ("Age", 22), ("Europe",),
- Кортеж нулевой длины ((); пустой кортеж) часто называют «единичным значением». Соответственно, тип такого значения  — «единичный тип». Если функция не возвращает значения, то считается, что она возвращает ().
- Хеш-таблица «ключ — значение» (HashMap) HashMap<T1, T2> — это структура данных, реализующая интерфейс ассоциативного массива, а именно, она позволяет хранить пары (ключ, значение) и выполнять три операции: операцию добавления новой пары, операцию поиска и операцию удаления пары по ключу. Хеш-таблицы в Rust похожи на векторы, и хранят свои значения не по индексу, а по ключу. Пример: HashMap::new();
- Хеш-таблица — множество (HashSet) HashSet<T> — множество уникальных значений типа T. Добавление и удаление элементов, а также поиск элементов происходит быстрее, чем в других коллекциях[каких?].

Строковые типы:
- Строка (String) (имеет внутреннее представление данных в виде Vec<u8>) — тип, владеющий содержимым. String представляет собой строку, размещённую в куче. Эта строка расширяема, и она гарантированно является корректной последовательностью байтов с точки зрения UTF-8. String обычно создаётся путём преобразования из строкового среза с использованием метода to_string. Примеры: "строковый срез".to_string(), String::new().
- «Строковый срез» (string slice, string literal) &str, &'static str. Частный случай среза. Строковые срезы имеют фиксированный размер и не могут быть изменены. Они представляют собой ссылку на последовательность байтов UTF-8. Пример: "строковый срез". &'static str — строка, введённая символами в коде самой программы, — тот же строковый срез, только статически размещённый (сохраняемый в скомпилированной программе).
  - «Сырой строковый срез» (или сырой строковый литерал), в котором не работают управляющие последовательности: r"\d{0,5}.*".
  - «Байтовая строка» &[u8] — строковый литерал с префиксом «b»: b"white".

Перечисление (enum): каждый вариант в перечислении в Rust может быть также связан с другими данными, благодаря чему перечисление называют также tagged union или типом-суммой. Синтаксис для объявления вариантов схож с синтаксисом для объявления структур: могут быть варианты без данных, варианты с именованными данными и варианты с безымянными данными:
- вариант с «единичным» значением: enum Day {Sunday, Monday, Tuesday, Wednesday, Thursday, Friday, Saturday}
- вариант с конкретным значением: enum Foo {Bar = 123,}.
- вариант — структура (именованные данные): enum Message {Quit, Move { x: i32, y: i32 }}.
- вариант — кортежная структура (безымянные данные): enum Message {Quit, Size(i32)}.

Константы:
- const — постоянные. Живут в течение всего времени работы программы. А именно, у них вообще нет определённого адреса в памяти. Это потому, что они встраиваются (inline) в каждое место, где есть их использование,
- static — значение с возможностью изменения, имеющее время жизни 'static. Похожи на постоянные, но статические значения не встраиваются в место их использования. Это значит, что каждое значение существует в единственном экземпляре, и у него есть определённый адрес. Также может быть изменяемым, при помощи ключевого слова mut. Изменения возможны только в unsafe блоках.

При выборе следует отдавать предпочтение const, так как зачастую для константы не нужен конкретный адрес в памяти и const позволяет делать оптимизации вроде свёртки констант.

## Управление памятью
В языке реализована модель управления памятью, ориентированная на безопасные шаблоны параллельного выполнения, препятствующая некорректному доступу к памяти, который обычно является источником критических ошибок сегментации в других языках программирования. Обеспечивается контроль над использованием неинициализированных и деинициализированных переменных; невозможно совместное использование разделяемых состояний несколькими задачами; обеспечивается статический анализ времени жизни указателей и проверка на выход за пределы массива (автоматически и всегда, но доступно отключение проверки в unsafe-блоках с помощью метода get_unchecked).

Реализована так называемая Move-семантика: по умолчанию Rust «переносит» (move) указатель на объект в куче новому владельцу при присваивании, делая старую переменную недействительной. Этого не происходит, если тип реализует типаж Copy, поскольку данные в стеке копируются. 
```
let
 
a
 
=
 
"объект с данными в куче"
.
to_string
();

// объект передан переменной b

// переменная a становится неинициализированной

let
 
b
 
=
 
a
;

// ошибка!

let
 
c
 
=
 
a
;

```

```
// данные объекта на стеке                                                                                       

let
 
a
 
=
 
55
;

// копия объекта передана переменной b                                                                   

let
 
b
 
=
 
a
;

// c = 55                                                                                        

let
 
c
 
=
 
a
;

```

Ещё одна особенность модели памяти — поддержка заимствований (borrow) с возможностью изменения заимствованного объекта (&mut) и без таковой (&): Лексически и семантически очень схожи со ссылками, но имеют специфику: заимствование объекта сходно семантике «Либо много читателей, либо один писатель» — объект можно передать в заимствование либо однократно с возможностью изменения объекта, либо многократно без таковой; заимствования можно перезаимствовать другому заёмщику. В отличие от обычной семантики «Либо много читателей, либо один писатель», применяется не в контексте синхронизации потоков, а универсально. Контроль корректности заимствований происходит во время компиляции и не порождает дополнительного исполнимого кода (принцип абстракций с нулевой стоимостью). Компилятором контролируется также соотношение времён жизни заимствований и самого объекта — заимствования не могут жить дольше (выходить за пределы области видимости) заимствованного объекта. Заимствования работают с любыми данными независимо от их размещения (стек, локальная или обменная куча, другие специальные расположения). Следует различать независимые понятия — изменяемость собственно заимствования (let mut b = &c) и изменяемость заимствованного объекта (let b = &mut c).
Упаковка (Box) — «умный» указатель, владеющий объектом в куче, уничтожает объект и освобождает память при выходе из области видимости.
Ячейка (Cell, RefCell) реализует изменяемость содержимого при неизменяемости самой ячейки.
Указатели со счётчиком ссылок (Rc<T>) и с атомарным счётчиком ссылок (Arc<T>): Умные указатели с подсчётом ссылок, уничтожающие объект и освобождающие память при обнулении счётчика. Arc реализует потокобезопасность для счётчика ссылок (но не для самого объекта). Rc и Arc контролируют неизменяемый объект, поэтому типичное их использование выглядит как Rc<Cell<T>> в однопоточной программе и Arc<Mutex<T>> в многопоточной.
«Сырые» указатели неизменяемые (*const T) и изменяемые (*mut T): Указатели без гарантии безопасности. Настоятельно не рекомендуется их использовать.
Связывания неизменяемы по умолчанию, а чтобы объявить переменную изменяемой, необходимо ключевое слово mut.
Примеры:
```
let
 
x
 
=
 
80
;
    
// связывание владельца x со значением 80

let
 
mut
 
y
 
=
 
50
;
    
// изменяемое связывание

let
 
z
 
=
 
&
x
;
    
// неизменяемая ссылка на неизменяемое связывание

let
 
w
 
=
 
&
mut
 
y
;
    
// неизменяемая ссылка на изменяемое связывание

let
 
r
 
=
 
&
mut
 
y
;
    
// ошибка: нельзя создавать вторую ссылку на изменяемое связывание

*
w
 
=
 
90
    
// y = 90

*
z
 
=
 
30
    
// ошибка: попытка изменения через ссылку на неизменяемое связывание

let
 
n
 
=
 
Box
::
new
(
42
);
    
// упаковка

let
 
m
 
=
 
Rc
::
new
(
55
);
    
// счётчик ссылок

let
 
data
 
=
 
Arc
::
new
(
"test_string"
)
    
// атомарный счётчик

```

В своей докторской диссертации Ральф Юнг (англ. Ralph Jung) формально доказал потокобезопасность и безопасность управления памятью, использовав логику разделения в созданной им модели RustBelt и инструменте Iris (основанном на Coq).

## Синтаксис
Синтаксис языка похож на Си и C++; язык регистрозависимый, блоки кода ограничиваются фигурными скобками; используются стандартные наименования управляющих конструкций if, else, while, и for; комментарии также пишутся в С-формате; имена модулей разделяются двумя символами двоеточия (::). Идентификаторы могут содержать латинские буквы, цифры и знак подчёркивания. В строковых литералах допускается использование любых символов unicode в кодировке UTF-8.
Набор операторов в Rust: арифметические (* — умножение, / — деление, % — взятие остатка от деления, + — сложение, - — вычитание и унарный префиксный оператор - для смены знака числа), битовые (>>, <<, &, | и ^), операторы сравнения (==, !=, <, >, <=, >=), логические (&& и ||). Для приведения типов в Rust используется бинарный оператор as. Неявное приведение типов происходит в очень небольшом наборе ситуаций.
Rust поддерживает макроопределения — средства подстановки с использованием регулярных выражений, выполняющиеся во время этапа подготовки к компиляции, более развитые и безопасные, чем в Си. Макроопределения (макрокоманды) — это определяемые пользователем простые расширения синтаксиса, выполняемые с помощью команды macro_rules! Макрокоманды определяются в том же стиле, что и конструкция сопоставления с образцом. Признак макроса — восклицательный знак в конце имени. Также поддерживаются так называемые «процедурные» макроопределения, имеющие возможность исполнять произвольный код во время компиляции.

### Связывание имён
Ключевое слово let определяет связывание (локальную переменную).
```
let
 
x
:
 
i32
 
=
 
5
;

```

Данная запись обозначает: «x — это связывание типа i32 (32-битное целое) со значением пять».

### Сопоставление с образцом (match)
В языке конструкция match представляет собой обобщённую и усовершенствованную версию конструкции switch языка C. Более того, match является самым мощным, универсальным и, можно даже сказать, ключевым элементом управления не только потоком выполнения, но и структурами данных в языке. В выражениях match можно сопоставлять несколько шаблонов, используя синтаксис |, что означает логическое или.
```
let
 
x
 
=
 
10
;

match
 
x
 
{

    
1
 
|
 
2
 
=>
 
println!
(
"один или два"
),

    
3
 
=>
 
println!
(
"три"
),

    
4
..=
10
 
=>
 
println!
(
"от четырёх до десяти"
),
 
// Отработает эта ветка, ведь 10 принадлежит данному диапазону.

    
_
 
=>
 
println!
(
"что угодно, не соответствующее условиям выше"
),
 
// "_" соответствует любому значению

}

```

### Деструктуризация
При работе с составными типами данных (структура, перечисление, кортеж, массив) можно разобрать их на части («деструктурировать») внутри шаблона. 
Деструктуризация структуры:
```
struct
 
Point
 
{

    
x
:
 
i32
,

    
y
:
 
i32
,

}

let
 
point
 
=
 
Point
 
{
 
x
:
 
0
,
 
y
:
 
0
 
};
 

match
 
point
 
{

    
Point
 
{
 
x
:
 
0
,
 
y
 
}
 
=>
 
println!
(
"x - ноль, y равен {}"
,
 
y
),
 
// так как "x" равен нулю, отработает эта ветка.

    
Point
 
{
 
x
,
 
y
:
 
0
 
}
 
=>
 
println!
(
"x равен {}, y - ноль"
,
 
x
),

    
Point
 
{
 
x
,
 
y
 
}
 
=>
 
println!
(
"x = {}, y = {}"
,
 
x
,
 
y
),

}

```

Деструктуризация перечисления:
```
enum
 
Color
 
{

    
Rgb
(
i32
,
 
i32
,
 
i32
),

    
Hsv
(
i32
,
 
i32
,
 
i32
),

}

let
 
color
 
=
 
Color
::
Hsv
(
0
,
 
0
,
 
100
);

match
 
color
 
{

    
Color
::
Rgb
(
0
,
 
0
,
 
0
)
 
|
 
Color
::
Hsv
(
0
,
 
0
,
 
0
)
 
=>
 
println!
(
"чёрный"
),

    
Color
::
Rgb
(
255
,
 
255
,
 
255
)
 
|
 
Color
::
Hsv
(
0
,
 
0
,
 
100
)
 
=>
 
println!
(
"белый"
),
 
// отработает эта ветка.

    
Color
::
Rgb
(
red
,
 
green
,
 
blue
)
 
=>
 
{

        
println!
(
"красный: {}, зелёный: {}, синий: {}"
,
 
red
,
 
green
,
 
blue
)

    
}
 
// отработает при любых значениях Rgb, которые не соответствуют условиям выше.

    
Color
::
Hsv
(
hue
,
 
saturation
,
 
brightness
)
 
=>
 
println!
(

        
"тон: {}, насыщенность: {}, яркость: {}"
,

        
hue
,
 
saturation
,
 
brightness

    
),
 
// то же самое, только с Hsv.

}

```

Деструктуризация кортежа:
```
let
 
(
a
,
 
b
)
 
=
 
(
1
,
 
2
);

println!
(
"{}"
,
 
a
);
 
// 1

println!
(
"{}"
,
 
b
);
 
// 2

```

### Условные выражения (if let)
Синтаксис if let позволяет скомбинировать if и let в менее многословную конструкцию, и затем обработать значения соответствующе только одному шаблону, одновременно игнорируя все остальные. Данный синтаксис уместно использовать, когда нужно сопоставить только один шаблон. 
```
let
 
x
 
=
 
Some
(
10
);

if
 
let
 
Some
(
value
)
 
=
 
x
 
{

    
// здесь мы деструктурируем x, переменная value хранит значение 10.

    
// выполнится эта ветка, так как "x" хранит внутри значение.

    
println!
(
"значение = {}"
,
 
value
);

}
 
else
 
{

    
// оператор "else" здесь выступает заменой "_" в выражениях match.

    
println!
(
"x - пуст"
);

}

```

### unsafe
В блоках и функциях, помеченных unsafe (unsafe с англ. — «небезопасный»), компилятор разрешает делать лишь пять дополнительных вещей:
- читать и обновлять изменяемые статические (static mut) переменные;
- разыменовывать сырые указатели;
- вызывать небезопасные (unsafe) функции;
- реализовывать небезопасные типажи;
- Получать доступ к полям union.

К unsafe приходится прибегать при создании низкоуровневых абстракций, в частности — при разработке стандартной библиотеки Rust; обычный код рекомендуется писать без unsafe.

## Объектная система
В Rust объектная система основана на типажах (traits) и структурах (structs). Типажи определяют сигнатуры методов, которые должны быть реализованы для каждого типа (чаще всего — структуры), реализующего типаж. Типаж может содержать и реализации методов, принимаемые по умолчанию. Реализация типажей для данной структуры, а также реализация собственных методов структуры обозначается ключевым словом impl. Язык содержит несколько десятков встроенных типажей, большая часть которых используется для перегрузки операторов, а некоторые имеют специальное значение.
Rust поддерживает аналогию наследования типажей — типаж может требовать от реализующего типа реализацию других типажей. Однако языковой поддержки наследования самих типов, и следовательно, классического ООП, в Rust нет. Вместо наследования типов, аналогия иерархии классов реализуется введением типажей, включением структуры-предка в структуру-потомка или введением перечислений для обобщения разных структур.
Язык поддерживает обобщённые типы (generics). Помимо функций, обобщёнными в Rust могут быть комплексные типы данных, структуры и перечисления. Компилятор Rust компилирует обобщённые функции весьма эффективно, применяя к ним мономорфизацию (генерация отдельной копии каждой обобщённой функции непосредственно в каждой точке её вызова). Таким образом, копия может быть адаптирована под конкретные типы аргументов, а следовательно, и оптимизирована для этих типов. В этом отношении обобщённые функции Rust сравнимы по производительности с шаблонами языка C++.

## Параллельные вычисления
В более ранних версиях языка поддерживались легковесные потоки, но потом от них отказались в пользу нативных потоков операционной системы. При этом рекомендуемым методом обмена данными между потоками является отправка сообщений, а не использование общей памяти. Для достижения высокой производительности возможно отправлять данные не через копирование, а используя собственные указатели (Box<T>). Они гарантируют наличие только одного владельца.
Определение и вызов асинхронных операций поддерживаются на уровне синтаксиса языка: ключевое слово async определяет асинхронную функцию или блок; обычный вызов такой функции возвращает объект с типажом Future — дескриптор ленивой асинхронной операции. Вызов .await позволяет одной асинхронной операции ждать, пока не завершится другая асинхронная операция. При этом реализация среды исполнения асинхронных операций не входит ни в ядро языка, ни в стандартную библиотеку, а предоставляется сторонними библиотеками.

## Другие особенности
Система модулей: единица компиляции («крейт») может состоять из нескольких модулей. Иерархия модулей, как правило, совпадает с иерархией каталогов и файлов проекта. Модуль (как правило) является отдельным файлом, а также является пространством имён и одним из средств управления видимостью идентификаторов: в пределах модуля (и в подмодулях) «видны» все идентификаторы, в вышестоящих модулях видны только публичные (pub) функции, типы, типажи, константы, подмодули, поля структур.
Автоматизированное тестирование: язык даёт возможность реализовать автоматизированные модульные тесты (юнит-тесты) прямо в тестируемом модуле либо подмодуле. Тестовые методы при компиляции игнорируются и вызываются только при тестировании. Интеграционные тесты реализуются как отдельные крейты в каталоге tests.
Автоматизированное документирование: средство rustdoc позволяет генерировать HTML-документацию прямо из исходного кода. Документация в коде маркируется тройным слешем (/// Пример документации) либо двойным с восклицательным знаком, для документации модулей — (//! Пример документации модуля). Поддерживается язык разметки Markdown. В документацию может быть встроен код, который является запускаемым (документационные тесты). Это позволяет, в том числе, проверять актуальность документации при внесении изменений в проект.
Система управления пакетами: менеджер пакетов cargo (являющийся также основным инструментом создания, компиляции и тестирования проектов) с помощью файла манифеста Cargo.toml разрешает зависимости проекта (импортируемые крейты), загружая их из репозитория crates.io.
Требования к идентификаторам: компилятор контролирует выполнение соглашений об именовании переменных, типов, функций и так далее (snake_case, UpperCamelCase, SCREAMING_SNAKE_CASE), а также неиспользуемые идентификаторы; неиспользуемые идентификаторы рекомендуется начинать со знака подчёркивания; есть определённые рекомендации по именованию конструкторов, методов преобразования типов и др.

## Примеры
Hello, world!:
```
fn
 
main
()
 
{

    
println!
(
"Hello, world!"
);

}

```

99 бутылок пива:
```
fn
 
declension_of_noun
(
count
:
 
u8
)
 
->
 
&
'
static
 
str
 
{

    
// исключения из правил

    
if
 
count
 
>=
 
11
 
&&
 
count
 
<=
 
14
 
{

        
return
 
"бутылок"
;

    
}

    
let
 
remainder
 
=
 
count
 
%
 
10
;

    
match
 
remainder
 
{

        
1
 
=>
 
return
 
"бутылка"
,

        
2
..=
4
 
=>
 
return
 
"бутылки"
,

        
_
 
=>
 
return
 
"бутылок"
,

    
}

}

fn
 
main
()
 
{

    
let
 
mut
 
word
 
=
 
declension_of_noun
(
99
);

    
for
 
i
 
in
 
(
2
..=
99
).
rev
()
 
{

        
println!
(
"{} {} пива на стене"
,
 
i
,
 
word
);

        
println!
(
"{} {} пива!"
,
 
i
,
 
word
);

        
println!
(
"Возьми одну, пусти по кругу"
);

        
word
 
=
 
declension_of_noun
(
i
 
-
 
1
);

        
println!
(
"{} {} пива на стене!
\n
"
,
 
i
 
-
 
1
,
 
word
);

    
}

    
println!
(
"1 бутылка пива на стене"
);

    
println!
(
"1 бутылка пива!"
);

    
println!
(
"Возьми одну, пусти по кругу"
);

    
println!
(
"Нет больше бутылок пива на стене!
\n
"
);

    
println!
(
"Нет бутылок пива на стене!"
);

    
println!
(
"Нет бутылок пива!"
);

    
println!
(
"Пойди в магазин и купи ещё"
);

    
println!
(
"99 бутылок пива на стене!"
);

}

```

## Сравнение с другими языками
Принципы работы с памятью Rust ощутимо отличаются как от языков с полным доступом к памяти, так и от языков с полным контролем за памятью со стороны сборщика мусора. Модель памяти Rust построена таким образом, что, с одной стороны, предоставляет разработчику возможность контролировать, где размещать данные, вводя разделение по типам указателей и обеспечивая контроль за их использованием на этапе компиляции. C другой стороны, механизм подсчёта ссылок Rust старается выдавать ошибки компиляции в тех случаях, в которых использование прочих языков приводит к ошибкам времени выполнения или аварийному завершению программ.
Язык позволяет объявлять функции и блоки кода как «небезопасные» (unsafe). В области такого небезопасного кода не применяются некоторые ограничения, таким образом можно выполнять операции на более низком уровне, но разработчик должен полностью понимать, что он делает.